# Сорвиголова: Рождённый заново
«Сорвиголова́: Рождённый за́ново» (англ. Daredevil: Born Again) — американский сериал, созданный авторами Дарио Скардапейном, Мэттом Корманом и Крисом Ордом для стримингового сервиса Disney+. Основан на комиксах издательства Marvel о супергерое Сорвиголове. Это 13-й сериал в медиафраншизе «Кинематографическая вселенная Marvel» (КВМ) от Marvel Studios под лейблом Marvel Television, и он непрерывно связан с фильмами франшизы. «Рождённый заново» является возрождением и продолжением сериала «Сорвиголова» (2015—2018), который ранее был создан предыдущей производственной компанией Marvel Television и выходил на Netflix. Скардапейн выступает в качестве шоураннера сериала, а Джастин Бенсон и Аарон Мурхед — в качестве главных режиссёров.
Чарли Кокс повторяет свою роль Мэтта Мёрдока / Сорвиголовы из сериала Marvel от Netflix и предыдущих проектов Marvel Studios. Другие роли также исполняют: Винсент Д’Онофрио, Маргарита Левиева, Дебора Энн Уолл, Элден Хенсон, Забрина Гевара, Никки М. Джеймс, Дженнея Уолтон, Арти Фрушан, Кларк Джонсон, Майкл Гандольфини, Айелет Зорер, Джон Бернтал, Уилсон Бетел, Джереми Эрл, Мохан Капур и Тони Далтон. После отмены «Сорвиголовы» в 2018 году, Кокс и Д’Онофрио вернулись к своим ролям в проектах Marvel Studios 2021 года, в то время как к марту 2022 года стало известно, что в разработке находится новый сериал про Сорвиголову. В мае того же года Корман и Орд были наняты в качестве главных сценаристов, что придало сериалу эпизодическую структуру и более лёгкий тон, чем у сериала Netflix. В июле было объявлено, что сериал будет называться «Рождённый заново», что его первый сезон будет состоять из 18 эпизодов. Название сериала отсылает к сюжету комикса Фрэнка Миллера и Дэвида Мазукелли Daredevil: Born Again. Съёмки начались в начале марта 2023 года в Нью-Йорке, но были приостановлены в июне того же года из-за забастовки Гильдии сценаристов США.
К концу сентября 2023 года Marvel Studios решила переделать сериал и освободила от работы Кормана, Орда и первоначальных режиссёров, хотя Майкл Куэста, Джеффри Начманофф и Дэвид Бойд по-прежнему указаны как режиссёры эпизодов, которые они сняли. В следующем месяце были наняты Скардапейн, Бенсон и Мурхед, и подход был изменён в сторону сериализации и более тесной связи с сериалом Netflix. Запланированный 18-серийный сезон также был разделён на два сезона по девять серий. Съёмки первого сезона возобновились в январе 2024 года и завершились в апреле. Съёмки второго сезона начались в конце февраля 2025 года и должны продлиться до июля того же года.
Премьера сериала «Сорвиголова: Рождённый заново» состоялась на Disney+ 4 марта 2025 года: было показано два эпизода. Первый сезон, состоящий из девяти эпизодов стал частью Пятой фазы КВМ. Второй сезон будет состоять из восьми эпизодов и станет частью Шестой фазы КВМ.

## Сюжет
Слепой адвокат Мэтт Мёрдок борется за справедливость, в то время как бывший криминальный авторитет Уилсон Фиск проводит свою кампанию на посту мэра Нью-Йорка, что приводит к столкновению их прошлых личностей.

## Актёры и персонажи
- Чарли Кокс — Мэтт Мёрдок / Сорвиголова:
Слепой адвокат из Адской кухни в Нью-Йорке, который ведёт двойную жизнь линчевателя в маске[2]. В начале сериала Мёрдок сосредотачивается на работе адвоката из-за сопутствующего ущерба, который несёт с собой деятельность линчевателя, и опасений по поводу того, насколько эффективным был такой подход[3]:26. Прежде чем вернуться к роли в «Рождённом заново» Кокс с радостью снялся в фильме «Человек-паук: Нет пути домой» (2021) и сериале Disney+ «Женщина-Халк: Адвокат» (2022), поскольку у него была возможность «немного повеселиться» и получить удовольствие от взаимодействия Мёрдока с персонажами, которых не было в сериале от Netflix, в то время как «Рождённый заново» «задал свой собственный тон и позволил исследовать и раскрыть перспективы нахождения персонажа в Нью-Йорке»[4]. К октябрю 2022 года Кокс уже приступил к подготовке к роли, сосредоточившись на тренировках по смешанным боевым искусствам и намереваясь изобразить Мёрдока как практиканта различных боевых стилей, которые он может менять в зависимости от конкретного противника, вместо того, чтобы быть разносторонним дебоширом[5].
- Винсент Д’Онофрио — Уилсон Фиск / Кингпин:
Влиятельный бизнесмен и криминальный авторитет[2], баллотирующийся на пост мэра Нью-Йорка[6][7]. Д’Онофрио сказал, что тональность его персонажа из сериала Disney+ «Эхо» (2024) будет сохранена в «Рождённом заново», что, по его мнению, лучше всего подходит для изображения этого персонажа[8]. В первом сезоне «Рождённого заново» видно, как Фиск «использует свою тьму и свою силу», чтобы «в основном газлайтить город, а затем, со временем, страну, а затем, в конечном счёте, и весь мир»[3]:28, при этом Фиск пытается получить контроль, «чтобы делать то, что ему нужно»[9]. В то время как он набирал 40 фунтов (18 кг) для роли в «Сорвиголове», в «Рождённом заново» Д’Онофрио решил надеть толстый костюм, как он делал это, начиная со своего появления в сериале Disney+ «Соколиный глаз» (2021). Д’Онофрио считал, что благодаря современным технологиям толстый костюм стал легче и реалистичнее, и он был рад, что ему не пришлось набирать вес[10]. Д’Онофрио добавил, что были использованы другие методы, чтобы «подчеркнуть размер», и сказал, что размер персонажа в конце первого сезона будет «более конкретным и детализированным» по причинам, связанным со вторым сезоном[3]:28.
- Маргарита Левиева — Хэзер Гленн: Любовный интерес Мёрдока[11][12]:3. У неё и Мёрдока разные взгляды на линчевательскую деятельность, что, по словам Кокса, «приводит к некоторым острым разговорам» между этой парой[3]:26. Левиева считала, что Гленн была первой девушкой, с которой Мёрдок состоял в «по-настоящему серьёзных отношениях»[12]:5.
- Дебора Энн Уолл — Карен Пейдж:
Бывший репортёр, друг и партнёр Мёрдока в юридической фирме «Нельсон, Мёрдок и Пейдж»[13]. Шоураннер Дарио Скардапейн сказал, что Пейдж была «сердцем и душой этой мифологии», а её общение с Мёрдоком раскрыло его «как человека»[3]:30. Уолл была обеспокоена тем, что возвращение персонажа после столь долгого перерыва создаст впечатление о ней самой, но сочла её возвращение естественным, учитывая её отношения с Коксом и Хенсоном[9].
- Элден Хенсон — Франклин «Фогги» Нельсон: Лучший друг и партнёр-адвокат Мёрдока[13].
- Уилсон Бетел — Бенджамин «Декс» Пойндекстер:
Бывший агент ФБР и психопат, способный использовать практически любой предмет в качестве смертоносного снаряда. Ранее он выдавал себя за Сорвиголову по указанию Фиска, пока Фиск не сломал ему спину[14][15].
- Забрина Гевара — Шейла Ривера: Руководитель предвыборной кампании Фиска на пост мэра[12]:12.
- Никки М. Джеймс — Кирстен Макдаффи: Помощник окружного прокурора Нью-Йорка[12]:5.
- Джиннея Уолтон — Б. Б. Урих: Молодая журналистка[12]:12[16].
- Арти Фрушан — Бак Кэшман[12]:12[17]
- Кларк Джонсон — Черри: Отставной офицер полиции Нью-Йорка, работающий с Мёрдоком[12]:5[3]:30. Джонсон смоделировал своего персонажа на основе персонажа Роя Шайдера в фильме «Французский связной» (1971)[12]:5.
- Майкл Гандольфини — Дэниел Блэйк:[18][19] Протеже Фиска[3]:30.
- Айелет Зорер — Ванесса Марианна-Фиск:
Жена Уилсона, которая возглавила его криминальную империю после того, как их разъединили, что привело к напряжённости в отношениях между ними[20]. Изначально Зорер, которая исполняла роль этой героини в «Сорвиголове», заменили на Сандрин Холт, но после творческого переосмысления вновь пригласили Зорер[21][22].
- Джон Бернтал — Фрэнк Касл / Каратель:
Линчеватель, борющийся с преступностью любыми необходимыми средствами, какими бы смертельными ни были результаты[23][24]. В сериале Мёрдок обращается к Каслу с просьбой помочь ему в чём-то, чего тот не желает делать, и Касл берётся за это дело и «проникает прямо в суть дела»[9]. Чтобы подготовиться к роли, Бернтал тренировался на стрельбище, где его пути пересеклись с Томасом Джейном, который ранее исполнял роль этого персонажа в «Карателе» (2004) от Lionsgate. Они вдвоём обсудили персонажа, что Бернтал очень высоко оценил[25].
- Мохан Капур — Юсуф Хан: Помощник банковского менеджера New York Mutual из Джерси-Сити и отец супергероини Камалы Хан / Мисс Марвел[26].
- Тони Далтон — Джек Дюкейн / Мечник: Богатый светский лев, который является владеющим мечом линчевателем[27].

Кроме того, Камар де лос Рейес посмертно появляется в роли Гектора Айалы / Белого тигра; Джереми Эрл исполняет роль Коула Норта, офицера Департамента полиции Нью-Йорка и члена Оперативной группы по борьбе с линчевателями; а Лу Тейлор Пуччи получил неизвестную пока роль. В сериале появляется персонаж Муза, серийный убийца, который создаёт своё искусство из крови своих жертв. До творческого переосмысления сериала было известно, что у Майкла Гэстона и Харриса Юлина были роли в сериале.

## Эпизоды
| Сезон | Серии | Серии | Даты показа  | Даты показа     |
| Сезон | Серии | Серии | Первая серия | Последняя серия |
| ----- | ----- | ----- | ------------ | --------------- |
| 1     | 9     | 9     | 4 марта 2025 | 15 апреля 2025  |
| 2     | 8     | 8     | 2026         | TBA             |

### Сезон 1 (2025)
| № общий | № в сезоне | Название                                         | Режиссёр                      | Автор сценария                    | Дата премьеры  |
| ------- | ---------- | ------------------------------------------------ | ----------------------------- | --------------------------------- | -------------- |
| 1       | 1          | «Полчаса рая» «Heaven's Half Hour»               | Аарон Мурхед и Джастин Бенсон | Дарио Скардапейн                  | 4 марта 2025   |
| 2       | 2          | «Имидж» «Optics»                                 | Майкл Куэста                  | Мэтт Корман и Крис Орд            | 4 марта 2025   |
| 3       | 3          | «В пригоршне своей» «The Hollow of His Hand»     | Майкл Куэста                  | Джилл Бланкеншип                  | 11 марта 2025  |
| 4       | 4          | «Вот что бывает с системой» «Sic Semper Systema» | Джеффри Начманофф             | Дэвид Файги и Джесси Уигатоу      | 18 марта 2025  |
| 5       | 5          | «С процентами» «With Interest»                   | Джеффри Начманофф             | Грейнн Годфри                     | 25 марта 2025  |
| 6       | 6          | «Чрезмерная сила» «Excessive Force»              | Дэвид Бойд                    | Томас Вонг                        | 25 марта 2025  |
| 7       | 7          | «Искусство ради искусства» «Art for Art's Sake»  | Дэвид Бойд                    | Джилл Бланкеншип                  | 1 апреля 2025  |
| 8       | 8          | «Остров радости» «Isle of Joy»                   | Аарон Мурхед и Джастин Бенсон | Джесси Уигатоу и Дарио Скардапейн | 8 апреля 2025  |
| 9       | 9          | «Прямиком в Ад» «Straight To Hell»               | Аарон Мурхед и Джастин Бенсон | Хэзер Беллсон и Дарио Скардапейн  | 15 апреля 2025 |

### Сезон 2 (2026)
Второй сезон был подтверждён в августе 2024 года. Он будет состоять из восьми эпизодов. Скардапейн вернулся в качестве шоураннера, а Бенсон и Мурхед — в качестве режиссёров. Съёмки начались в конце февраля 2025 года и продлятся до июля того же года. Премьера сезона запланирована на начало-середину 2026 года.

## Производство

### Предыстория
В апреле 2015 года на стриминговом сервисе Netflix состоялась премьера сериала «Сорвиголова» от Marvel Television и ABC Studios, который был закрыт в ноябре 2018 года после выхода третьего сезона. Представители Netflix заявили, что три сезона останутся на сервисе, в то время как главный герой «будет жить в будущих проектах Marvel». В то же время Deadline.com высказал мнение о потенциальном продолжении сериала на другой площадке, Disney+, выделив «Сорвиголову» среди других закрытых сериалов Marvel на Netflix. «The Hollywood Reporter» напротив назвал подобный расклад маловероятным, а «Variety» сообщила, что по условиям сделки между Marvel и Netflix персонажи сериалов не могут появиться в других проектах, не относящихся к Netflix в течение двух лет после закрытия «Сорвиголовы». Кевин А. Майер, председатель Disney Media and Entertainment Distribution, не исключил возможности возрождения сериала на Disney+, но обсуждений по этому поводу ещё не было. Кроме того, вице-президент по оригинальному контенту Hulu Крэйг Эрвик заявил о готовности продолжить «Сорвиголову» на их стриминговом сервисе.
Звезда сериала Чарли Кокс выразил сожаление относительно отмены сериала, поскольку, по его мнению, съёмочной группе «было, что рассказать» в будущем четвёртом сезоне. Он выразил надежду вернуться к роли Мэтта Мёрдока / Сорвиголовы в той или иной форме. Эми Рутберг, исполнительница роли Марси Стал, заявила, что актёры и съёмочная группа ожидали продления сериала вплоть до пятого сезона, в то время как в четвёртом сезоне должен был дебютировать новый антагонист перед финальным сражением Сорвиголовы и Уилсона Фиска / Кингпина (Винсент Д’Онофрио) в пятом сезоне. В июне 2020 года президент Marvel Studios Кевин Файги связался с Коксом, чтобы обсудить возвращение актёра к роли в предстоящих проектах Кинематографической вселенной Marvel (КВМ). В декабре 2021 года Файги объявил, что Кокс вернётся к роли Мэтта Мёрдока / Сорвиголовы для Marvel Studios. Впервые он сделал это в фильме «Человек-паук: Нет пути домой» (2021), тогда как Д’Онофрио вновь сыграл Фиска в сериале Disney+ «Соколиный глаз» (2021). «Сорвиголова» был перенесён с Netflix на Disney+ в марте 2022 года после того, как у Netflix закончилась лицензия на сериал и права вернулись к Disney.

### Разработка

#### Первоначальная работа
В январе 2022 года, после положительного приёма фильма «Нет пути домой», Marvel Studios начала рассматривать возможность создания нового сериала про Сорвиголову:24. В марте Кокс обсуждал возможность создания такого проекта, полагая, что его действие должно происходить через несколько лет после окончания предыдущего сериала, и что его следует «переосмыслить». Что касается того, должен ли у сериала быть рейтинг TV-MA, который был у сериала от Netflix, Кокс полагал, что Marvel Studios сможет точно адаптировать персонажа и без этого рейтинга. При этом он посчитал, что комиксы были «более захватывающими, читабельными, релевантными, когда действие происходит в более тёмном пространстве», например, в работах Брайана Майкла Бендиса и Алекса Малеева, и он чувствовал, что важные аспекты персонажа, такие как возраст, христианская вина и история отношений с женщинами, были более зрелыми темами. Кокс надеялся, что в новом сериале будет более точная адаптация сюжетной линии Daredevil: Born Again авторов Фрэнка Миллера и Дэвида Мазукелли, чем в оригинальном сериале, который черпал вдохновение из этой сюжетной линии для своего третьего сезона. Он описал сюжетную линию как «своего рода комикс с детским рейтингом» и руководство по тому, как сериал мог бы работать с таким рейтингом.
Позже, в марте, стало известно, что в разработке находится сериал-перезапуск «Сорвиголовы», и Файги с Крисом Гэри были указаны в качестве продюсеров сериала. В конце мая было подтверждено, что сериал находится в разработке для Disney+, а Мэтт Корман и Крис Орд были назначены главными сценаристами и исполнительными продюсерами. «The Hollywood Reporter» и Deadline Hollywood описали его как четвёртый сезон оригинального сериала. Во время San Diego Comic-Con International в июле 2022 года было объявлено, что сериал получит название «Сорвиголова: Рождённый заново», и что первый сезон будет состоять из 18 эпизодов. Кокс назвал 18-серийный сериал «огромным начинанием», и что такой выбор сделан отчасти из-за множества сюжетных возможностей, которые открываются, когда Мёрдок работает адвокатом. Кристиан Холуб из «Entertainment Weekly» высказал предположение, что название обыграет «буквальное „рождение [персонажа] заново“ в рамках КВМ», а не то, что сериал является адаптацией сюжетной линии Born Again. Кокс описал «Рождённого заново» как «совершенно новый проект», а не как четвёртый сезон сериала Netflix, что, по его мнению, было «правильным выбором. Если вы собираетесь сделать это снова, сделайте это по-другому».
В марте 2023 года стало известно, что Майкл Куэста будет режиссёром первого эпизода сериала. Ожидалось, что последующие эпизоды снимут другие режиссёры. Д’Онофрио сказал, что они работают над двумя сезонами, и во время второго ожидаются «гигантские развязки». Он повторил заявление, что они подходят к новому сериалу иначе, чем к сериалу Netflix, и не сильно планируют связываться с оригиналом. В мае Джеффри Начманофф и Кларк Джонсон, который ранее был режиссёром сериалом Marvel «Люк Кейдж» (2016—2018) для Netflix, присоединились к сериалу в качестве дополнительных режиссёров, причём Джонсон стал режиссёром двух эпизодов. Ещё одним постановщиком сериала стал Дэвид Бойд.

#### Творческое переосмысление
К концу сентября 2023 года, после того как съёмки шести из 18 эпизодов первого сезона были в основном завершены, Marvel Studios решила переосмыслить сериал, задав ему новое творческое направление. Кормана и Орда освободили от их обязанностей главных сценаристов, как и режиссёров оставшейся части сериала. «The Hollywood Reporter» сообщил, что руководители Marvel Studios просмотрели отснятый материал и поняли, что «Рождённый заново» «не работает». Были сообщения, что эпизодический подход Кормана и Орда к сериалу сильно отличался от сериала Netflix; в утверждённом ими сценарии Кокс не надевал костюм Сорвиголовы вплоть до четвёртого эпизода. Marvel планировала сохранить некоторые элементы, которые уже были сняты, добавить новые сериальные элементы и приблизиться к тону сериалов Netflix. Ожидалось, что Корман и Орд по-прежнему будут утверждены в качестве исполнительных продюсеров. Кокс и Д’Онофрио не были убеждены в том, что оригинальный подход работает, причём Кокс посчитал, что первоначальный вариант был «запутанным», поскольку не предполагал ни сходства с сериалом Netflix, ни полного перезапуска. Глава стримингового отдела, телевидения и анимации Marvel Studios Брэд Уиндербаум объяснил, что Marvel Studios полагали, что они могут «не обращать внимания» на историю «Сорвиголовы» и на то, как много может быть определено в «Рождённом заново»; в итоге они признали, что, когда они просмотрели отснятый материал, стало ясно, что им нужно было либо полностью принять историю Netflix, либо начать всё сначала. Д’Онофрио сказал, что именно Файги прислушивался к нему и Коксу, когда они выразили свою обеспокоенность по поводу проекта.
В октябре 2023 года Дарио Скардапейн, сценарист сериала Netflix «Каратель» (2017—2019), который является спин-оффом «Сорвиголовы», был нанят в качестве шоураннера для «Рождённого заново». Это произошло после того, как Marvel изменила свой подход к телевизионному производству, чтобы привлечь больше традиционных шоураннеров, а не главных сценаристов. Дуэт режиссёров Джастина Бенсона и Аарона Мурхеда, который ранее работали над сериалом Marvel Studios «Лунный рыцарь» (2022) и вторым сезоном «Локи» (2023), были наняты, чтобы снять оставшиеся эпизоды первого сезона. Д’Онофрио сказал, что главные креативщики собрались вместе вскоре после того, как Скардапейн присоединился к проекту, и решили, что «Рождённый заново» должен вернуться к тону сериала Netflix и продолжить его сюжетные линии, а не полностью перестраиваться. Он был доволен тем, что наняли Бенсона и Мурхеда, которые, по его мнению, были «самыми горячими талантами» Marvel. Кокс сказал, что нужно было найти «действительно хороший баланс», продолжив существующий сериал и назвав его новым первым сезоном, полагая, что новое направление проделало хорошую работу, «найдя причину для переделки», в то же время оставаясь знакомым с тем, что было раньше. В ноябре Бенсон и Мурхед заявили, что пересматривают существующий материал и изучают предыдущий контент по Сорвиголове, включая сериал от Netflix, чтобы сообщить фонду о своём направлении. Они сказали, что были фанатами работой Миллера в Born Again, а Бенсон сказал, что в детстве он был фанатом Сорвиголовы, несмотря на то, что не был «большим фанатом комиксов». Дуэт сказал, что это был их первый проект в КВМ, в котором они смогли найти опору на раннем этапе; ранее, в случае с «Лунным рыцарем» и «Локи», их, по их словам, «бросили на произвол судьбы». Им также было удобнее работать с более приземлённым стилем «Рождённого заново», который похож на их независимые фильмы, по сравнению с «умопомрачительными научно-фантастическими событиями» предыдущих проектов КВМ. Мурхед описал ставки в «Рождённом заново» как «первозданные и доступные для восприятия». Д’Онофрио сказал, что режиссёры были «самыми горячими талантами Marvel», и он был уверен, что сериал заработает после того, как они присоединились к проекту. Его друг и звезда «Лунного рыцаря» Итан Хоук рассказал Д’Онофрио о своём положительном опыте работы с этим дуэтом, и Д’Онофрио также был поклонником их работы над «Локи», особенно того, как они справлялись с насилием.
Большая часть материала, который мы отсняли до забастовки, великолепна, и он до сих пор используется в шоу, и работает очень хорошо. Просто были некоторые сложные факторы, связанные с тем, что нам было поручено сделать, и с тем, что, как мы обнаружили, работало, а что нет… Надо отдать должное Marvel за то, что они просмотрели эпизоды и смогли признать, что мы всё ещё могли добиться большего успеха и что, возможно, нам нужно было двигаться в несколько ином направлении… Там, где мы оказались, было по-настоящему хорошо.
Скардапейн написал сценарии к трём новым эпизодам, включая к новому пилотного эпизода, а также дополнительные сцены для ранее снятых эпизодов. В мае 2024 года Кокс подтвердил, что было снято девять эпизодов, которые, как объявил Файги, войдут в первый сезон «Рождённого заново». В августе было повторно подтверждено, что Куэста, Начманофф и Бойд являются режиссёрами первого сезона. Мурхед сказал, что они хотели «отдать должное этим режиссёрам там, где это необходимо», несмотря на то, что он и Бенсон руководили окончательной правкой эпизодов, снятых до переосмысления. В некоторые из этих эпизодов были добавлены «некоторые изменения, [новые] рамки и форзацы», но что-то осталось «на 100 % нетронутым». Кокс сказал, что новая версия больше похожа на сериал Netflix, в то время как Д’Онофрио сказал, что он и другие, кто работал над предыдущей версией сериала, были довольны новой версией. Исполнительными продюсерами сериала стали Файги, Луис Д’Эспозито, Уиндербаум, Сара Аманат и Гэри, а также Скардапейн, Орд, Корман, Бенсон и Мурхед. Скардапейн, Корман и Орд указаны как авторы сериала. Сериал выходит под лейблом Marvel Studios под названием Marvel Television.
Также в августе 2024 года Файги сообщил, что планируется второй сезон; в результате творческого переосмысления было решено, что запланированный 18-серийный сезон будет разделён на два сезона по девять серий. В феврале 2025 года Скардапейн описал второй сезон как «вторую часть», основанную на том, что было сделано с первым. Бенсон и Мурхед были утверждены в качестве режиссёров второго сезона, и Скардапейн описал его производство как «получше смазанную машину». Уиндербаум сказал, что сериал может длиться несколько сезонов, и что Marvel Studios была открыта для попыток вновь ввести дополнительные элементы из сериалов Netflix, такие как Электра Начиос и Рука, а также других членов Защитников.

### Сценарий
Среди первоначальных сценаристов сериала были Корман, Орд, Грейнн Годфри, Джилл Бланкеншип, Аиша Портер-Кристи, Дэвид Файги, Девон Клайгер, Томас Вонг, Закари Рейтер, и Молли Нассбаум. Кокс сказал, что первоначальный взгляд на сериал был мрачным, но не таким кровавым, как в сериале Netflix. Он хотел взять то, что сработало в «Сорвиголове», и расширить это для «Рождённого заново», чтобы привлечь более молодую аудиторию. Файги сказал, что студия надеялась поэкспериментировать с более эпизодическими, «самодостаточными» эпизодами сериала, в отличие от некоторых из их сериалов Четвёртой фазы, в которых большая история была разделена на различные эпизоды. «Рождённый заново» был описан как юридический процедурал. По словам Кокса, на ранних этапах обсуждения сериала речь шла о том, чтобы «переосмыслить всё это» и изобразить Мёрдока человеком, отличным от того, которого можно увидеть в сериале Netflix.
Друзья Мёрдока, Фогги Нельсон и Карен Пейдж, в оригинальной версии практически не упоминались, и Аманат заявила, что создатели изо всех сил пытались найти способ включить их историю в оригинальную концепцию сериала. Кокс добавил, что шли обсуждения по поводу того, чтобы сделать «несколько интересных вещей в будущем» с ними.
После творческого переосмысления сериала были добавлены сериализованные элементы. Скардапейн написал сценарий к трём новым эпизодам, пилотному и двум финальным эпизодам сезона, и к нему присоединились дополнительные сценаристы Хэзер Беллсон и Джесси Уигатоу. Корман, Орд, Бланкеншип, Дэвид Файги, Годфри и Вонг были указаны в титрах к переработанным эпизодам, которые в основном остались нетронутыми. Уиндербаум сказал, что тестовая аудитория хорошо отреагировала на эпизоды, которые были сняты до творческой переделки, и считает, что это произошло из-за того, что фанаты высоко оценили персонажей. Скардапейн согласился с тем, что некоторые элементы оригинальной версии работали хорошо — в том числе взаимоотношения Мёрдока, баланс между его работой адвокатом и жизнью линчевателя, а также давление со стороны такого антагониста, как Кингпин, — но он чувствовал, что есть сюжетные линии, которые необходимо добавить вместе с контекстом из сериала Netflix. Пилот Скардапейна должен был стать связующим звеном между сериалами Netflix и «Рождённым заново». Шоураннер посчитал, что концовка сериала Netflix, где Мэтт Мёрдок, Фогги Нельсон и Карен Пейдж планируют снова начать совместный бизнес, послужила хорошей отправной точкой для «Рождённого заново» и не требует особых объяснений для зрителей, которые не смотрели оригинальный сериал. Кокс считал, что в сериале необходимо соблюдать баланс, чтобы включить элементы сериала Netflix, которые помогли ему стать успешным, и в то же время позволить новым зрителям открыть для себя «Рождённого заново», не испытывая необходимости смотреть «Сорвиголову», чтобы полностью понять историю. Кокс объяснил, что с момента окончания «Сорвиголовы» прошло несколько лет, а три персонажа управляли своей юридической фирмой и у них «довольно хороший ритм» в отношениях.
Уиндербаум сказал, что на связь «Рождённого заново» с сериалом Netflix после переделки повлияло то, как «Локи» и мультсериал «Люди Икс ’97» (2024 — наст. время) использовали предыдущие версии своих персонажей для создания новых сюжетных линий. Актёры сказали, что события сериала Netflix были частью историй их персонажей, и есть несколько новых сюжетных линий, которые основаны на событиях оригинала. Однако они не хотели слишком зацикливаться на прошлых событиях или отталкивать новых зрителей, которые не смотрели оригинал. Кокс похвалил Скардапейна за соблюдение баланса в том, что он отдаёт уважение к сериалу Netflix и не слишком полагается на его историю. Его коллега по сериалу Джон Бернтал сказал, что любые масштабные изменения в персонажах из прошлого делались намеренно и по определённой причине, а не просто ради того, чтобы попробовать другую идею. Скардапейн посчитал, что было особенно важно включить Нельсона и Пейдж в сериал, сказав, что они представляют собой «семейную структуру» Мёрдока. Нельсон также создаёт комическую атмосферу, в то время как Пейдж является «сердцем и душой» сериала:30. Некоторые из ранних идей Скардапейна для сериала были отклонены из-за более масштабных планов Marvel Studios в отношении КВМ, но в остальном у него была «свобода действий», чтобы рассказать конкретную историю о Сорвиголове. Появления персонажа в «Сорвиголове», «Нет пути домой» и сериале Disney+ «Женщина-Халк: Адвокат» (2022) являются частью его истории, но сериал не опирается на все эти события. Скардапейн сказал, что Marvel «провела Мэтта по другим уголкам КВМ, и теперь он вернулся в свою собственную историю», которая имеет более серьёзный оттенок.
Описывая некоторые отличия «Рождённого заново» от сериала Netflix, Скардапейн сказал, что в новом сериале будет больше забавных моментов с персонажами и «гораздо меньше самокопания», чем в оригинальном сериале. Он чувствовал, что сериал хуже себя представлял, когда в нём «два персонажа в комнате разговаривали о том, что такое герой», и он был больше заинтересован в том, чтобы показать, как персонажи что-то делают. Скардапейн описал «Рождённого заново» как «нью-йоркскую криминальную историю», в отличие от нуарного тона оригинального сериала, вдохновляясь сериалом «Клан Сопрано» (1999—2007), фильмом «Король Нью-Йорка» (1990) и другими работами про криминал из 1990-х годов. Уиндербаум сравнил «Рождённого заново» с «Игрой престолов» (2011—2019), потому что в нём «множество фракций [в Нью-Йорке] борются за власть действительно сложными способами». Ещё одним отличием от «Сорвиголовы» является темп эпизодов, и Скардапейн объяснил, что в сериале Marvel от Netflix было распоряжение показывать более длинные сцены с персонажами между их боевыми сценами. Это не было обязательным требованием к «Рождённому заново», что позволило творческой команде придать ему темп и размах, которых не смогли достичь сериалы Netflix. Д’Онофрио сказал, что у «Рождённого заново» будут похожие тон и ощущение, как у «Эхо», а Скардапейн сказал, что сериал будет мрачнее «Сорвиголовы», в котором, по его мнению, есть только «некоторые тёмные элементы».
Несмотря на использование подзаголовка «Рождённый заново», сериал напрямую не адаптирует эту сюжетную линию или другие сюжеты из комиксов. В него также не включён ни один из запланированных материалов для четвёртого сезона «Сорвиголовы»:24. В начале «Рождённого заново» Мёрдок не был Сорвиголовой в течение года после того, как он «пересёк некую черту». В «Рождённом заново» Фиск баллотируется на пост мэра Нью-Йорка, узнав о необходимости сильного кандидата в сцене после титров сериала «Эхо»; это повторяет сюжетную линию из комиксов конца 2010-х годов, где Фиск становится мэром, что подготавливает почву к событиям в Devil’s Reign (2021—2022). Уиндербаум сказал, что отношения между Мёрдоком и Фиском претерпят изменения по сравнению с сериалом Netflix и станут «политической игрой», а не просто попыткой убить друг друга. Скардапейн сказал, что в первом сезоне Фиск консолидирует власть, а Мёрдок вынужден занимать реактивную позицию, борясь со своей личностью и с тем, должен ли он продолжать быть Сорвиголовой:24–25. Два персонажа приходят к «шаткому перемирию», которое приводит к тому, что они взаимодействуют меньше, чем в «Сорвиголове», но Кокс отметил, что до конца сезона они находятся на «курсе на столкновение», «раздвигая границы и заставляя друг друга пересекать черты, которые они не хотят пересекать»:26. В сериале также присутствуют другие антагонисты, помимо Фиска, включая серийного убийцу Музу, сюжетная линия которого продолжается во втором сезоне. Муза был частью оригинальной разработки сериала, и Д’Онофрио объяснил, что Фиск должен включить действия Музы в свой план.

### Кастинг
В июне 2022 года «Variety» сообщила, что Кокс и Д’Онофрио вернутся к ролям Мёрдока и Фиска. Их участие было подтверждено в следующем месяце во время San Diego Comic-Con. В начале 2022 года Marvel Studios уведомила Кокса о том, что они хотят показать персонажа в другом проекте после его появления в «Нет пути домой» и «Женщине-Халк», и он узнал, что этим проектом станет «Рождённый заново» незадолго до того, как о проекте объявили на San Diego Comic-Con. В декабре Майкл Гандольфини, Маргарита Левиева и Сандрин Холт получили важные роли в сериале. Deadline Hollywood заявил, что Гандольфини досталась роль «амбициозного парня со Статен-Айленда» по имени Лиам, и что Левиева и Холт получили роли любовных интересов Кокса и Д’Онофрио; Холт получила роль Ванессы Марианны-Фиск, заменив Айелет Зорер из оригинального сериала.
В январе 2023 года Никки М. Джеймс присоединилась к актёрскому составу. В марте стало известно, что Джон Бернтал вернётся в «Рождённом заново» к роли Фрэнка Касла / Карателя из «Сорвиголовы» и «Карателя».
По данным «The Hollywood Reporter», не ожидалось возвращения других актёров из «Сорвиголовы», таких как Дебора Энн Уолл (Карен Пейдж) и Элден Хенсон (Фогги Нельсон), и было неясно, появятся ли их персонажи в «Рождённом заново». Однако планировалось, что Хенсон появится в эпизодической роли в первом эпизоде, чтобы «разорвать связь между [„Сорвиголовой“ и „Рождённым заново“] и дать старым фанатам возможность поставить точку». Майкл Гэстон и Арти Фрушан также были частью актёрского состава, причём у Фрушана была важная роль, которой, как сообщалось, была роль помощник Фиска по имени Гарри. Фотографии со съёмочной площадки, опубликованные в следующем месяце, показали, что Харрис Юлин был частью актёрского состава. В мае стало известно, что Кларк Джонсон получил повторяющуюся роль персонажа по имени Черри в дополнение к тому, что его наняли в качестве режиссёра. В сентябре 2023 года Бюро авторского права США зарегистрировало несколько ролей в сериале: Левиева в роли Хэзер Гленн, Гандольфини в роли Дэниела Блэйда, Джеймс в роли Кирстен Макдаффи, Джонсон в роли Черри, Фрушан в роли Бака Кэшмана, Дженнея Уолтон в роли Б. Б. Урих и Сабрина Гевара в роли Шейлы Риверы. После смерти Камара де лос Рейеса в декабре 2023 года стало известно, что он сыграл важную роль в сериале, и впоследствии было подтверждено, что он будет играть роль Гектора Айалы / Белого тигра.
К январю 2024 года, после творческой переделки, Уолл и Хенсон должны были вернуться к своим ролям Пейдж и Нельсона, а Уилсон Бетел должен был вернуться к своей роли Бенджамина «Декса» Пойндекстера из «Сорвиголовы», как сообщается, в трёх эпизодах. Аманат настаивала на возвращении Бетела, поскольку «чувствовался самым подходящим злодеем, которого стоит вернуть». Первоначально было неясно, останется ли кто-либо из новых актёров из «Рождённого заново», хотя вскоре по фотографиям со съёмочной площадки было подтверждено, что Левиева, Гандольфини и Фрушан остаются частью актёрского состава. В феврале сообщалось, что персонаж Уолтон связан с персонажем из сериала Netflix. Фотографии со съёмочной площадки подтвердили участие Бернтала в апреле, а также показали, что Джереми Эрл был утверждён на роль Коула Норта. Лу Тейлор Пуччи также присоединился к актёрскому составу, и фотографии со съёмочной площадки показали, что Зорер теперь будет вновь исполнять свою роль Марианны-Фиск в сериале; она была разочарована тем, что её изначально заменили, но была приятно удивлена, когда её попросили вернуться после переделки.
В августе стало известно, что Мохан Капур вновь исполнит свою роль Юсуфа Хана из сериала КВМ «Мисс Марвел» (2022) и последующего фильма «Капитан Марвел 2» (2023). В то время Кокс тизерил появление дополнительных персонажей КВМ в «Рождённом заново» в эпизодических ролях, которые он описал как «забавные, небольшие моменты столкновений, но ничего серьёзного». Скардапейн дразнил включением удивительного персонажа, который естественным образом вписывается в историю, поскольку действие происходит в Нью-Йорке КВМ. В феврале 2025 года стало известно, что Тони Далтон вернётся к своей роли Джека Дюкейна / Мечника из «Соколиного глаза» в двух эпизодах «Рождённого заново».

### Дизайн
Эмили Ганшор была художником по костюмам для сериала, а Майкл Шоу — художником-постановщиком:2. Руководитель отдела визуальных разработок Marvel Studios Райан Майнердинг вновь разработал костюм Сорвиголовы для «Рождённого заново», после того как он сделал это для сериала Netflix. Костюм в «Рождённом заново» стал красным с чёрными деталями и был описан как менее «блестящий», чем костюм в сериале Netflix:8. В серии представлено по меньшей мере пять различных костюмов Сорвиголовы, включая полностью белую версию, основанную на том, который впервые был показан в 8 томе Daredevil (2023), жёлтая маска, использованная в «Женщине-Халк», и несколько красных шлемов.

### Съёмки
Съёмки первого сезона проходили в Silvercup Studios East в Куинсе, а натурные съёмки проходили по всему Нью-Йорку, конкретно в Гарлеме, в Вильямсбурге, а также в Бруклине и на Манхэттене. Среди знаковых городских локаций в сериале засветились Муниципальное здание Манхэттена, Верховной суд штата Нью-Йорк и другие значимые места. Педро Гомес Мильян и Хиллари Спера выступили в качестве операторов.:2 Производство было приостановлено из-за забастовки Гильдии сценаристов Америки 2023 года.

### Музыка
В июле 2024 года стало известно, что дуэт The Newton Brothers будет писать музыку для сериала. Ранее они написали музыку к мультсериалу «Люди Икс ’97». Пара выразила свою любовь к комиксам о Сорвиголове и к главной теме Джона Пейзано из оригинального сериала Netflix; тема Пейзано кратко использовалась для появления Сорвиголовы в «Женщине-Халк» и мультсериале Disney+ «Ваш дружелюбный сосед Человек-паук» (2025 — наст. время).

## Маркетинг
Кокс и Д’Онофрио представили сериал на апфронте Disney в мае 2024 года, где был объявлен месяц выхода сериала и показан первый трейлер. Пара снова рекламировала сериал и показала трейлер на конвенции Disney D23 в августе того же года вместе с Файги, Бернталом, Уолл и Хенсоном. Писатели из Deadline Hollywood и TheWrap посчитали, что трейлер на D23 получился более кинематографичным, чем сериал Netflix, и более зрелым, чем большинство сериалов Disney+. Они также сравнили противостояние между Мёрдоком и Фиском в трейлере с криминальным фильмом «Схватка» (1995). После того, как в сеть просочились кадры с D23, Marvel опубликовала официальный видеоролик, посвящённый 85-летию компании, в котором Сорвиголова предстаёт в красном костюме. В октябре 2024 года Marvel Comics анонсировала новую издательскую линию под названием Marvel Premier Collection, которая состоит из новых изданий популярных комиксов в мягкой обложке, которые считаются хорошей отправной точкой для новых читателей. Переиздание комикса Born Again должно было выйти в феврале 2025 года, с новым предисловием Миллера и послесловием Кокса.
Тизер-трейлер вышел 15 января 2025 года. Первоначально его выход планировался на два дня раньше, но был отложен из-за лесных пожаров в Южной Калифорнии в 2025 году. Комментарии к трейлеру были сосредоточены на возвращении персонажей из сериала Netflix и на его жестоком экшене. Энди Бебахт из Screen Rant сказал, что мрачные и жестокие экшн-сцены развеяли некоторые опасения, что сериал не сохранит те элементы, которые были в сериале Netflix. Он также обратил внимание на то, что в начале нового сериала Мёрдок больше не является линчевателем.

## Премьера
«Сорвиголова: Рождённый заново» выйдет на Disney+ 4 марта 2025 года, в день премьеры будет показано два эпизода. Первый сезон будет состоять из девяти эпизодов. Первоначально премьера сериала была запланирована на начало 2024 года, но в сентябре 2023 года он был исключён из графика выхода Marvel Studios, поскольку съёмки были приостановлены из-за трудовых споров в Голливуде в 2023 году. В следующем месяце в заявлении об авторских правах на первый эпизод было указано, что его выход запланирован на январь 2025 года. В мае 2024 года было объявлено, что премьера сериала состоится в марте 2025 года. Этот сезон станет частью Пятой фазы КВМ, и Marvel Studios выпустит его под лейблом Marvel Television.
Второй сезон будет состоять из восьми эпизодов и выйдет в 2026 году:24.